# أحمد الغرابي
أحمد بن عبد الله البغدادي المعروف بغراب بغداد أو الغرابي (توفي سنة 1102هـ/1691م)، مؤرخ وأديب وواعظ بغدادي، ولد ونشأ في بغداد في أسرة علمية ينتهي نسبها إلى الشيخ علي الهيتي المتوفى سنة 563هـ/1167م، كان واعظاً في جامع الشيخ عبد القادر الجيلاني ، أتقن اللغة العثمانية ووضع بها كتاباً في تفسير القرآن الكريم ، توفي بالطاعون ودفن في بغداد.
وأخوه محمود الغرابي من علماء وأدباء بغداد في القرن الحادي عشر الهجري، ولأسرة آل الغرابي بقية في بغداد ولهم مدرسة معروفة وتكية في محلة باب الشيخ.

## مؤلفاته
- عيون أخبار الأعيان بمن مضى في سالف العصر والأزمان ، المعروف بـتاريخ الغرابي، انتهى مؤلفه إلى سنة 1102هـ وهي سنة وفاته، وأوصى تلميذه فتح الله بن عبد القادر بن لقمان بتبييضه، فكان الفراغ من كتابته في 19 شوال 1104هـ.
- زبدة آثار المواهب والأنوار، وهو تفسير للقرآن الكريم وضعه باللغة العثمانية (التركية).[2]